# Niezależni Grecy
Niezależni Grecy (gr. Ανεξάρτητοι Έλληνες, ANEL) – grecka partia polityczna o profilu eurosceptycznym, narodowym i konserwatywnym.

## Historia
Powstanie partii 24 lutego 2012 ogłosił poseł Panos Kamenos, wykluczony z klubu poselskiego Nowej Demokracji za głosowanie przeciwko koalicyjnemu rządowi Lukasa Papadimosa. Wkrótce dołączyło do niego dziesięciu posłów również wywodzących się z ND. Partia zaczęła głosić hasła antyniemieckie – samo ogłoszenie deklaracji założycielskiej nastąpiło w Distomo, gdzie w 1944 niemiecki oddział SS zamordował 218 mieszkańców tej miejscowości.
Ugrupowanie opowiedziało się przeciw prowadzeniu polityki reform celem ograniczenia zadłużenia, krytykując działalność Unii Europejskiej i Międzynarodowego Funduszu Walutowego. Zażądało natomiast reparacji wojennych od Niemiec za okres okupacji z czasów II wojny światowej.
W wyborach z maja 2012 Niezależni Grecy z wynikiem 10,6% i 33 (na 300) mandatami zajęli 4. miejsce. W wyborach z czerwca 2012 również uplasowali się na 4. miejscu, tracąc jednak w ciągu miesiąca około 1/4 poparcia – dostali 7,5% głosów, co przełożyło się na 20 mandatów. Partia pozostała w opozycji do rządu Andonisa Samarasa. W wyborach europejskich w 2014 poparcie dla ugrupowania wyniosło około 3,5% (1 mandat).
W przedterminowych wyborach parlamentarnych w styczniu 2015 ANEL poparło ponad 4,7% głosujących, co przełożyło się na 13 miejsc w Parlamencie Hellenów. Partia weszła następnie w koalicję rządową z lewicową SYRIZĄ. W kolejnych wyborach z września 2015 partia otrzymała 3,7% głosów i 10 mandatów, ponownie dołączyła do koalicji rządowej z SYRIZĄ. W styczniu 2019 partia wystąpiła z koalicji rządowej, powodem tej decyzji był spór w ramach koalicji dotyczący kwestii rozwiązania konfliktu grecko-macedońskiego.
W wyborach europejskich w 2019 partia otrzymała 0,8% głosów (0 mandatów). Po tym wyniku zadeklarowała, że nie weźmie udziału w wyborach krajowych w tym samym roku.